# Amphiprion percula
Il pesce pagliaccio orientale (Amphiprion percula [Lacepède, 1802]) è un pesce di mare della famiglia Pomacentridae.

## Descrizione
Molto simile ad Amphiprion ocellaris con cui è spesso confuso. Il corpo e le pinne sono interamente rosso arancio con tre larghe fasce bianche orlate di nero, una sul pedincolo caudale, una a metà corpo e l'ultima sull'opercolo branchiale.

Raggiunge al massimo 11 cm di lunghezza.

## Distribuzione e habitat

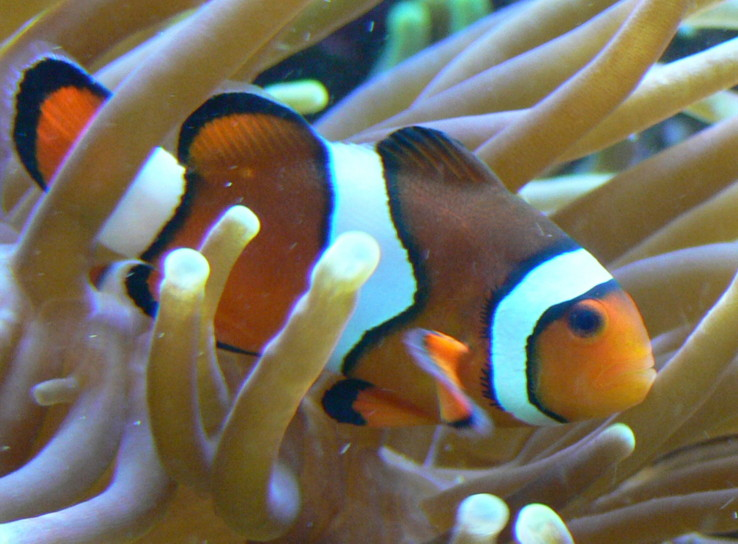
Amphiprion percula

Vive nell'Oceano Pacifico tropicale occidentale tra l'Australia (Queensland), Melanesia, la Nuova Guinea e vari arcipelaghi ed atolli circostanti.

È un tipico abitatore delle barriere coralline dove frequenta le lagune e le zone più tranquille.

## Biologia
Come tutti gli Amphiprioninae vive in simbiosi mutualistica con anemoni di mare al cui veleno è immune.

Forma gruppi in cui si trova una coppia di riproduttori ed alcuni esemplari più piccoli che non si riproducono.

## Acquariofilia
Viene spesso allevato negli acquari e si è anche riprodotto in cattività.